# Граф Мейнеля

В графе Мейнеля любой длинный нечётный цикл (такой как чёрный 5-цикл, показанный здесь) должен иметь по меньшей мере две хорды (зелёные)

Граф Мейнеля — это граф, в котором любой нечётный цикл длины пять и более имеет по меньшей мере две хорды, то есть два ребра, соединяющих несоседние вершины цикла. Хорды могут быть непересекающимися (как на рисунке), а могут и пересекаться.
Графы Мейнеля названы именем Генри Мейнеля (известного также по гипотезе Мейнеля), который доказал в 1976 году, что они являются совершенными графами задолго до доказательства cильной гипотезы о совершенных графах, полностью описывающей совершенные графы. Тот же результат был независимо обнаружен Маркосяном и Карапетяном.

## Совершенство
Графы Мейнеля являются подклассом совершенных графов. Любой порождённый подграф графа Мейнеля является другим графом Мейнеля и в любом графе Мейнеля размер наибольшей клики равен наименьшему числу цветов, необходимых для раскраски графа. Таким образом, графы Мейнеля удовлетворяют определению совершенных графов, что кликовое число равно хроматическому числу в любом порождённом подграфе.
Графы Мейнеля называются также очень сильно совершенными графами, поскольку (как предположил Мейнель и доказал Хланг) они могут быть описаны свойством, обобщающим определение свойства строго совершенных графов — в любом порождённом подграфе графа Мейнеля любая вершина принадлежит независимому множеству, которое пересекается с любой максимальной кликой.

## Связанные классы графов
Графы Мейнеля содержат хордальные графы, графы чётности и их подклассы, интервальные графы, дистанционно-наследуемые графы, двудольные графы и рёберно совершенные графы.

Домик является совершенным графом, но не является графом Мейнеля

Хотя графы Мейнеля образуют очень общий подкласс графов, они не включают всех совершенных графов. Например, домик (пятиугольник с одной хордой) совершенен, но графом Мейнеля не является.

## Алгоритмы и сложность
Графы Мейнеля можно распознать за полиномиальное время и некоторые задачи оптимизации на графах, включая раскраску графов, которые NP-трудны для произвольных графов, могут быть решены за полиномиальное время для графов Мейнеля.